# Joseph Parrocel
Joseph Parrocel (Brignoles, 3 ottobre 1646 – Parigi, 1º marzo 1704) è stato un pittore, disegnatore e incisore francese dell'età barocca.

## Biografia
Figlio di Barthélemy e di Catherine Simon, apparteneva ad una famiglia di artisti, che generò quattordici pittori in sei generazioni. Tra questi, il nonno Georges Parrocel (1540-1614 c.), di cui non restano opere, il padre Barthélemy Parrocel (1595-1660), di cui rimane un dipinto malamente restaurato nella chiesa di Saint Sauveur a Brignoles, i fratelli Jean Barthélemy Parrocel o Jehan (1631-1653), di cui non restano opere e Louis Parrocel (1634-1694).
Apprese i primi rudimenti dell'arte della pittura dal padre Barthélemy.
Alla morte del padre nel 1660, il fratello maggiore Louis si occupò di Joseph e proseguì la sua istruzione. 
Dopo tre anni, Joseph lasciò il fratello in Linguadoca e si trasferì a Marsiglia, dove dipinse l'interno di alcuni vascelli.
Il suo talento come pittore fu ben presto notato e ottenne una commissione per la produzione di un numero di dipinti rappresentanti scene della vita di Sant'Antonio da Padova per la chiesa di San Martino, ma ne eseguì solo due, anche se è possibile che abbia terminato la serie al suo ritorno in Provenza.
Successivamente si spostò a Parigi dove rimase per quattro anni, perfezionando il suo stile. Ritornò poi in Provenza e continuò il viaggio in Italia, dove rimase otto anni. A Roma fu allievo di Jacques Courtois, detto il Borgognone, divenendo un celebre pittore di battaglie e perciò fu detto "delle battaglie". Studiò anche le opere di Salvator Rosa, da cui fu grandemente influenzato. Soggiornò poi, per un certo periodo, a Venezia, dove pensava di stabilirsi, ma in seguito al tentativo di ucciderlo da parte di otto malintenzionati sul Ponte di Rialto, preferì lasciare l'Italia. Secondo Smith e De Boni, gli attentatori furono pagati da un pittore suo rivale.
Stabilitosi a Parigi nel 1675, si guadagnò indubbia fama, tanto da essere accettato come membro dell'Académie royale de peinture et de sculpture il 29 febbraio 1676 e divenire accademico il 14 novembre dello stesso anno presentando l'opera Siege of Maastrict. Nel 1703 divenne consigliere dell'accademia. Come membro di tale associazione, aveva la possibilità di ottenere commissioni reali. Tuttavia, Charles Le Brun, direttore e cofondatore dell'accademia, rifiutò la sua cooperazione nella preparazione dei dipinti delle scene delle campagne militari di Luigi XIV, che sarebbero state riprodotte sugli arazzi della Manifattura dei Gobelins. Comunque il segretario di stato francese per la guerra, il marchese di Louvois, riconoscendo il talento di Parrocel, gli commissionò la decorazione di una delle sale da pranzo dell'Hôtel des Invalides a Parigi con scene delle conquiste di Luigi XIV. Il suo lavoro fu apprezzato e questo gli fruttò ulteriori prestigiose commissioni per la decorazione del castello di Marly e del palazzo di Versailles. Nel periodo dal 1685 al 1688 eseguì undici dipinti per la Salle du grand Couvert al castello di Versailles. 
Alla morte di Louvois nel 1691, Mansart divenne architetto capo del re. Poiché Parrocel non era stato pagato per svariate opere, ottenne un'ingiunzione contro Mansart, che fu arrestato nella sua carrozza. Di conseguenza, uscì dalle grazie dell'architetto e quando terminò il dipinto L'attraversamente del Reno per il palazzo di Versailles (o per il castello di Marly), Mansart volle rimuoverlo. Tuttavia, al re piacque talmente, che ordinò di collocarlo nel Grand Salon du Conseil a Versailles.
Durante la sua vita, Parrocel partecipò ad una sola mostra, la prima esposizione pubblica nella galleria del Louvre, nel settembre 1699 con dodici opere.
Joseph Parrocel acquisì notorietà per i suoi dipinti di battaglie, ma eseguì anche opere a tema storico e religioso, come San Giovanni Battista orante e Sant'Agostino che soccorre gli infermi. Nel 1700 dipinse La fiera di Bezons, anticipando le feste galanti di Antoine Watteau. Dipinse anche un certo numero di scene di caccia.
Inoltre contribuì con scene di battaglie agli sfondi di ritratti eseguiti da Hyacinthe Rigaud e Gabriel Blanchard.
La tua tecnica fu altamente originale nel contesto del suo tempo; adottò uno stile di esecuzione molto libero e usò un impasto denso e colori intensi.
Si diede come regola di consultare sempre la natura in ogni oggetto che disegnasse. Nelle sue battaglie ogni parte è in movimento: le figure e i cavalli hanno atteggiamenti perfettamente naturali e le varie passioni e sentimenti sono espresse con sensibilità. Inoltre è reso ottimamente il gioco di luci e ombre.
Fu anche un prolifico incisore, producendo circa cento tavole, tra le quali venticinque Misteri dalla vita di Gesù Cristo e quaranta Miracoli dalla vita di Nostro Signore Gesù Cristo. Altre incisioni furono eseguite per il Missale parisienne del 1685 e alcune ritraevano soggetti militari. Intagliò anche vari soggetti su suoi disegni: Le quattro ore del giorno, Aurora - il campo, Meridies - l'alto, Vesper - la battaglia, Nox - il campo di battaglia.
Joseph Parrocel istruì vari allievi tra cui il pittore paesaggista François Sylvestre, due suoi figli Charles Parrocel (1688-1752), pittore e incisore, e Jean Joseph Parrocel (1690-1774), disegnatore e ingegnere e i suoi nipoti Ignace Jacques Parrocel (1667-1722) e Pierre Parrocel (1670-1739).
Le sue conoscenze non si limitavano all'ambito dell'arte pittorica, ma si estendevano anche alla letteratura e alla musica, dilettandosi anche a comporre canzoni.

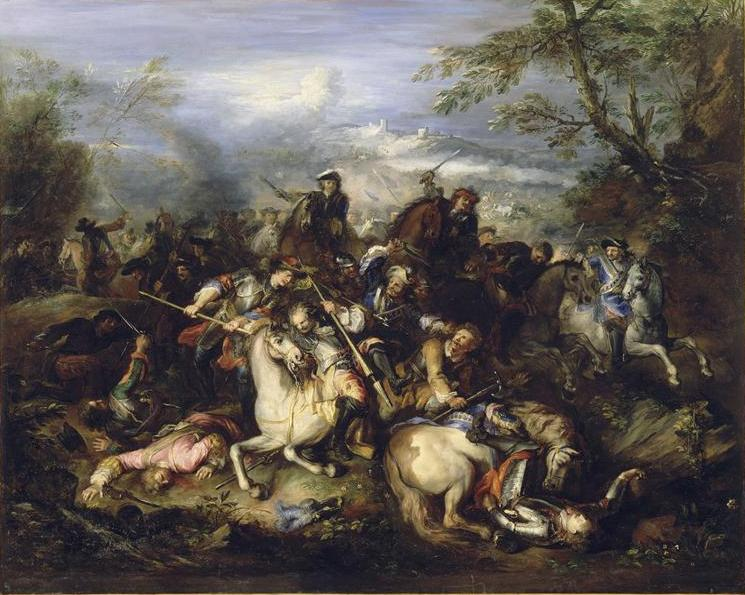
Battaglia di Leuze (ca. 1691)

## Opere
- Passaggio del Reno dell'armata di Luigi XVI a Tolhuis, 234 x 164 cm, 1699
- La battaglia di Leuze, 1691
- Alessandro il Grande sconfigge Re Dario nella battaglia di Arbelles, 1687
- Combattimento di cavalleria, 1687, Galleria degli Uffizi, Firenze[9]
- San Giovanni Battista orante
- Sant'Agostino soccorre gli infermi[10]
- La fiera di Bezons, 1700
- Sacco della città di Beçanson, penna
- Scontro di cavalieri saraceni
- Misteri della vita di Gesù Cristo, acqueforti
- Miracoli dalla vita di Nostro Signore Gesù Cristo, acqueforti
- Cristo servito da due Angeli, gesso nero, penna e inchiostro seppia, acquerello e tempera, 22 x 33,5 cm, Parigi, ENSBA (Ecole National Supérieuer de Beaux Arts)[11]
- Il ritorno dalla caccia, olio su tela, 1700, National Gallery, Londra[12]
- L'assedio di Maastricht, 1676[13]
- Combattimento tra cavalieri[14]
- Cavaliers tenant un conseil de guerre[15]
- Sosta di cavalieri che si dissetano dopo una battaglia[16]
- Battaglia di Ypres (marzo 1678)[17]